# Hoodia triebneri
Hoodia triebneri är en oleanderväxtart som först beskrevs av Gert Cornelius Nel, och fick sitt nu gällande namn av P. Bruyns. Hoodia triebneri ingår i släktet Hoodia och familjen oleanderväxter. Inga underarter finns listade i Catalogue of Life.